# Designated Survivor
Designated Survivor é uma série de televisão estadunidense, dos gêneros drama político e suspense, criada por David Guggenheim. Foi ao ar por três temporadas, primeiro na ABC (temporadas 1–2) e depois exclusivamente na Netflix (temporada 3). Kiefer Sutherland estrela como Thomas Kirkman, um acadêmico estadunidense nomeado como o sobrevivente designado durante o discurso sobre o Estado da União, que, repentinamente, ascende do cargo de Secretário de Habitação e Desenvolvimento Urbano dos EUA para Presidente dos Estados Unidos depois que uma explosão mata todos à sua frente na linha de sucessão presidencial. Kirkman lida com sua inexperiência como chefe de estado enquanto procura descobrir a verdade por trás do ataque.
O projeto pulou a fase de ordenação do episódio piloto. Foi encomendado diretamente como uma série em 14 de dezembro de 2015, tendo um anúncio formal em 6 de maio de 2016. O primeiro episódio estreou em 21 de setembro de 2016, com uma audiência de mais de 10 milhões de telespectadores. Oito dias depois, uma temporada completa foi encomendada e anunciada. A série foi renovada para uma segunda temporada em 11 de maio de 2017, que estreou em 27 de setembro de 2017. Em maio de 2018, a ABC cancelou a série após duas temporadas. Em setembro de 2018, a Netflix e a Entertainment One anunciaram que haviam chegado a um acordo a fim de resgatar "Designated Survivor" e produzir uma terceira temporada de 10 episódios. A terceira temporada estreou na Netflix em 7 de junho de 2019. Em julho de 2019, a série foi cancelada pela Netflix devido a complicações com os contratos dos atores.

## Enredo
Na noite do discurso do Estado da União, uma explosão tira a vida do presidente e de todos os membros do Gabinete, exceto a de Thomas Kirkman (Kiefer Sutherland), o Secretário de Habitação e Desenvolvimento Urbano dos Estados Unidos, que foi nomeado o sobrevivente designado. Sem outra pessoa à sua frente na linha de sucessão presidencial, Kirkman é imediatamente empossado como presidente sem saber que o ataque é apenas o começo do que está por vir.

## Elenco

### Elenco principal
| Ator/Atriz        | Personagem     | Temporadas      | Temporadas | Temporadas      |
| Ator/Atriz        | Personagem     | 1               | 2          | 3               |
| ----------------- | -------------- | --------------- | ---------- | --------------- |
| Kiefer Sutherland | Thomas Kirkman | Principal       | Principal  | Principal       |
| Natascha McElhone | Alex Kirkman   | Principal       | Principal  | Does not appear |
| Adan Canto        | Aaron Shore    | Principal       | Principal  | Principal       |
| Italia Ricci      | Emily Rhodes   | Principal       | Principal  | Principal       |
| LaMonica Garrett  | Mike Ritter    | Principal       | Principal  | Does not appear |
| Tanner Buchanan   | Leo Kirkman    | Principal       | Recorrente | Does not appear |
| Kal Penn          | Seth Wright    | Principal       | Principal  | Principal       |
| Maggie Q          | Hannah Wells   | Principal       | Principal  | Principal       |
| Jake Epstein      | Chuck Russink  | Principal       | Principal  | Does not appear |
| Paulo Costanzo    | Lyor Boone     | Does not appear | Principal  | Does not appear |
| Zoe McLellan      | Kendra Daynes  | Does not appear | Principal  | Does not appear |
| Ben Lawson        | Damian Rennett | Does not appear | Principal  | Does not appear |

- Kiefer Sutherland como Thomas Adam "Tom" Kirkman, o Presidente dos Estados Unidos, empossado depois de um ataque sem precedentes ao edifício do Capitólio que matou todo o governo. Anteriormente ocupou o cargo de Secretário de Habitação e Desenvolvimento Urbano.
- Natascha McElhone como Alexandra Jane "Alex" Kirkman (temporadas 1–2), a Primeira-Dama dos Estados Unidos. Antes de tornar-se a primeira dama, Alex era uma advogado de imigração em prática privada[6]
- Adan Canto como Aaron Shore (anteriormente Rivera), o Vice-presidente eleito dos Estados Unidos. Shore costumava trabalhar como Chefe de Gabinete da Casa Branca até renunciar depois de ser interrogado sobre o ataque terrorista ao Capitólio. Durante esse tempo, ele trabalhou como assessor sênior do Presidente da Câmara, Kimble Hookstraten[7]
- Italia Ricci como Emily Rhodes, a porta-voz da campanha presidencial de Kirkman. Ela anteriormente trabalhou para Tom como chefe de gabinete. Depois que Kirkman se tornou presidente, ela foi nomeada Conselheira Especial até renunciar à Casa Branca para morar com sua mãe, na Flórida[6]
- LaMonica Garrett como Mike Ritter (temporadas 1–2), um agente do Serviço Secreto, atribuído para a proteção pessoal do Presidente Kirkman. Ritter foi responsável pela segurança de toda a família Kirkman após o ataque ao Capitólio[8]
- Tanner Buchanan como Leo Kirkman (temporada 1; recorrente temporada 2), o filho de Tom e Alex e irmão mais velho de Penny. Leo sente-se encarregado de cuidar de sua irmã Penny enquanto seus pais estão ocupados em seus novos empregos[9]
- Kal Penn como Seth Wright, o Diretor de Comunicações da Casa Branca. Ele inicialmente duvida das habilidades de Tom como presidente, mas rapidamente se torna um de seus conselheiros mais próximos[6]
- Maggie Q como Hannah Wells, uma Oficial da CIA. Anteriormente uma agente especial do FBI, ela é designada a investigar o ataque ao Capitólio, eventualmente resolvendo o caso e levando os responsáveis à justiça[10]
- Jake Epstein como Chuck Russink (temporadas 1–2), um analista do FBI. Chuck também ajuda Wells em suas investigações, tornando-se um de seus aliados mais confiáveis. Ele tende a ser o homem dos bastidores ou o cérebro das operações por causa de seu gênio tecnológico
- Paulo Costanzo como Lyor Boone (temporada 2), o Diretor Político da Casa Branca. Lyor é um consultor político altamente qualificado, mas socialmente inepto, contratado para ajudar a desenvolver a estratégia política do governo de Kirkman[11]
- Zoe McLellan como Kendra Daynes (temporada 2), a Conselheira da Casa Branca. Kendra é uma advogada que anteriormente advogou para o subcomitê da Segurança Interna do Senado[12]
- Ben Lawson como Damian Rennett (temporada 2), um agente do MI6. Ele é designado a ajudar Wells a encontrar o autor do ataque ao Capitólio[13]

### Elenco recorrente
- Mckenna Grace como Penny Kirkman, filha de Tom e Alex e irmã mais nova de Leo[9]
- Peter Outerbridge como Charles Langdon, ex-chefe de gabinete da administração Richmond. Charles é um dos sobreviventes do ataque ao Capitólio que mais tarde fornece a Wells e ao FBI informações sobre a conspiração
- Malik Yoba como Jason Atwood, ex-diretor adjunto do FBI. Jason lidera a investigação do FBI sobre o ataque ao Capitólio ao lado de Wells, tornando-se um de seus aliados mais confiáveis[14]
- Kevin McNally como Harris Cochrane, ex-General do Exército Estadunidense. Harris inicialmente se recusa a aceitar Kirkman como o novo presidente e tenta removê-lo do cargo[15]
- Virginia Madsen como Kimble Hookstraten, uma Congressista Republicana e sobrevivente designada para o Congresso dos Estados Unidos. Ela apoia Kirkman, embora tenha intenções secretas. Kimble mais tarde se torna a Secretária de Educação dos Estados Unidos após uma investigação forçá-la a renunciar à Câmara dos Representantes dos Estados Unidos
- Ashley Zukerman como Peter MacLeish, ex-congressista e vice-presidente dos Estados Unidos. Peter se estabelece inicialmente como o único sobrevivente do atentado ao Capitólio e é saudado como um herói nacional. Depois de investigá-lo por meses, Hannah conclui que ele estava envolvido na preparação do ataque ao Capitólio[16]
- George Tchortov como Nestor Lozano, um ex-agente da CIA. O FBI procura por Nestor por causa de seu forte envolvimento na conspiração do ataque ao Capitólio
- Reed Diamond como John Foerstel, ex-diretor do FBI. John ocasionalmente auxilia Wells com suas investigações sobre o ataque ao Capitólio enquanto continuamente estabelece que seu comando na operação
- Mykelti Williamson como Almirante Chernow, um militar de carreira e Chefe do Estado-Maior Conjunto dos Estados Unidos que se torna um dos conselheiros mais próximos de Kirkman[17]
- Michael Gaston como James Royce, o Governador do Estado de Michigan que desafia Kirkman e tentar estabelecer sua própria autoridade suprema só para ser preso por traição[18]
- Mariana Klaveno como Brooke Mathison, uma operadora clandestina ligada com as pessoas por trás do ataque ao Capitólio
- Lara Jean Chorostecki como Beth MacLeish, a esposa de Peter MacLeish, que também está envolvida com a conspiração por trás do bombardeio do Capitólio
- Rob Morrow como Abe Leonard, um jornalista investigativo veterano determinado a expor os segredos da administração de Kirkman[19]
- Geoff Pierson como Cornelius Moss, um ex-presidente dos Estados Unidos que Tom nomeia como seu Secretário de Estado dos Estados Unidos.[20]
- Mark Deklin como Jack Bowman, um Senador Republicano de Montana e um presidente do Comitê de Apropriações do Senado que procura aumentar seu perfil nacional ao opor-se à agenda legislativa de Tom. Serviu previamente como governador de estado; ele se demitiu após o bombardeio do Capitólio para que seu sucessor o nomeasse para o Senado
- Kearran Giovanni como Diane Hunter, uma Senadora Democrata de Massachusetts e a Líder da Minoria do Senado. Antes de ser eleita para o Senado, ela era Procuradora-Geral de Massachusetts.
- Terry Serpico como Patrick Lloyd, ex-CEO da empresa militar privada Browning-Reed, que está ligada à conspiração por trás do bombardeio do Capitólio
- Richard Waugh como Jay Whitaker, o Assessor de Segurança Interna e um membro da conspiração
- Breckin Meyer como Trey Kirkman, o irmão mais novo de Tom, e um especialista financeiro que se torna um confidente e um conselheiro de seu irmão[21]
- Kim Raver como Andrea Frost, diretora executiva da Apache Aerospace. Andrea é engenheira aeroespacial e colega de Kirkman. Ela se torna a principal suspeita de Wells em sua investigação sobre a identidade de Gamine[22]
- Michael J. Fox como Ethan West, advogado contratado pela administração de Kirkman para investigar um inquérito envolvendo a capacidade de Tom para servir como comandante em chefe[23]
- Nora Zehetner como Valeria Poriskova, uma agente da inteligência russa. Valeria é designada como uma encarregada de cultura da Embaixada Russa disfarçada. Ela também é ajudante do agente britânico do MI6, Damian Rennett[24]
- Aunjanue Ellis como Ellenor Derby, ex-Vice-presidente dos Estados Unidos. Ellenor anteriormente foi Prefeita de Washington D.C. até ser nomeada por Kirkman como vice-presidente, após sua colaboração bem-sucedida ao lidar com uma falha elétrica causada por um ciberataque
- Anthony Edwards como Mars Harper, Chefe de Gabinete da Casa Branca, nomeado após a renúncia de Emily. Ele é conhecido por suas políticas rígidas com a equipe da Casa Branca
- Julie White como Lorraine Zimmer, gerente da campanha presidencial de Kirkman. Ela tem uma atitude atrevida e sensata, que é contrária ao do presidente Kirkman
- Elena Tovar como Isabel Pardo, a Vice-Chefe de Gabinete da Casa Branca. Antes de ser promovida, Isabel foi Diretora de Inovação Social da Casa Branca
- Lauren Holly como Lynn Harper, filha de um renomado senador da Virgínia e esposa de Mars Harper
- Ben Watson como Dontae Evans, o Diretor de Estratégia Digital da Casa Branca. Ele se identifica como homossexual e inicia um relacionamento com Troy
- Chukwudi Iwuji como Dr. Eli Mays, um biohacker e geneticista. Trabalha junto com Hannah para impedir uma ameaça bioterrorista[25]
- Jamie Clayton como Sasha Booker, irmã de Alex e cunhada de Tom[26]

## Episódios
| Temporada | Temporada | Episódios | Episódios | Exibição Original      | Exibição Original  | Exibição Original |
| Temporada | Temporada | Episódios | Episódios | Estreia de temporada   | Final de temporada | Canal             |
| --------- | --------- | --------- | --------- | ---------------------- | ------------------ | ----------------- |
|           | 1         | 21        | 21        | 21 de setembro de 2016 | 17 de maio de 2017 | ABC               |
|           | 2         | 22        | 22        | 27 de setembro de 2017 | 16 de maio de 2018 | ABC               |
|           | 3         | 10        | 10        | 7 de junho de 2019     | 7 de junho de 2019 | Netflix           |